# Kalanchoe marnieriana
Kalanchoe marnieriana là một loài thực vật có hoa trong họ Crassulaceae. Loài này được H. Jacobsen miêu tả khoa học đầu tiên năm 1954.